# 沃爾德冰原島峰
68°7′S 49°36′E / 68.117°S 49.600°E
沃爾德冰原島峰是南極洲的冰原島峰，位於恩德比地，屬於奈伊山脈的一部分，處於阿爾德迪斯峰以北7公里，根據澳大利亞探險隊的空中照片繪入地圖。